# Юсеф Хассан
Юсеф Хассан (араб. يوسف حسن‎, нар. 24 травня 1996) — катарський футболіст, воротар клубу «Аль-Гарафа» і національної збірної Катару, у складі якої — володар Кубка Азії 2019 року.

## Клубна кар'єра
Народився 24 травня 1996 року. Вихованець катарської футбольної академії ASPIRE, згодом займався в юнацькій команді іспанського «Вільярреала».
2014 року уклав контракт з клубом «Аль-Гарафа». За рік, так і не дебютувавши в основній команді цього клубу, був орендований бельгійським «Ейпеном», в якому провів один сезон і в офіційних іграх також участі не брав.
2016 року повернувся до «Аль-Гарафи», де відразу став основним голкіпером.

## Виступи за збірні
2014 року дебютував у складі юнацької збірної Катару, взяв участь у 6 іграх на юнацькому рівні, пропустивши 6 голів.
Протягом 2015—2018 років залучався до складу молодіжної збірної Катару. На молодіжному рівні зіграв у 8 офіційних матчах, пропустив 19 голів.
2018 року дебютував в офіційних матчах у складі національної збірної Катару. У складі збірної був учасником кубка Азії з футболу 2019 року в ОАЕ, де був одним з резервистів Саада аш-Шіба і на поле не виходив. Аш-Шіб же демонстрував на турнірі надзвичайну надійність, пропустивши лише один гол у семи матчах і допомігши катарцям здобути перший в історії титул чемпіонів Азії.

## Титули і досягнення
- Володар Кубка зірок Катару: 2017-18, 2018-19
- Володар Кубка Еміра Катару: 2025

Збірні
- Переможець Юнацького (U-19) кубка Азії: 2014
- Володар Кубка Азії з футболу: 2019